# Florián Kubinský
Florián Kubinský (27. ledna 1931 Svätý Peter – 4. června 2018) byl slovenský a československý politik Komunistické strany Slovenska a poslanec Sněmovny lidu Federálního shromáždění za normalizace, agronom, dlouholetý předseda JZD v Hlohovci a iniciátor tamní vinařské produkce.

## Biografie
V letech 1937–1941 studoval na katolické základní škole v rodné obci a pak přešel na gymnázium v Hlohovci. V letech 1949–1951 pracoval jako technik na výstavbě hráze Hlohovec-Piešťany. Poté absolvoval základní vojenskou službu. Po ní byl v letech 1955–1961 zaměstnán v investičním oddělení pro JZD na Okresním národním výboru v Hlohovci. 23. března 1961 nastoupil do funkce předsedy JZD v Hlohovci. V roce 1965 promoval na Provozně-ekonomické fakultě Vysoké školy zemědělské v Nitře. Ve funkci předsedy JZD se zasloužil o výrazný rozmach pěstování vinné révy. Pracoval zde až do roku 1991. V roce 2000 se coby penzista stal vedoucím denního centra Ruža v Hlohovci. Zapojoval se do spolkového života a organizoval společenské akce pro seniory.
Ve volbách roku 1976 zasedl do Sněmovny lidu (volební obvod č. 160 – Hlohovec, Západoslovenský kraj). Mandát obhájil ve volbách roku 1981 (obvod Jaslovské Bohunice) a volbách roku 1986 (obvod Jaslovské Bohunice). Ve Federálním shromáždění setrval do konce funkčního období, tedy do svobodných voleb roku 1990. Netýkal se ho proces kooptací do Federálního shromáždění po sametové revoluci.